# Waplewo-Osiedle

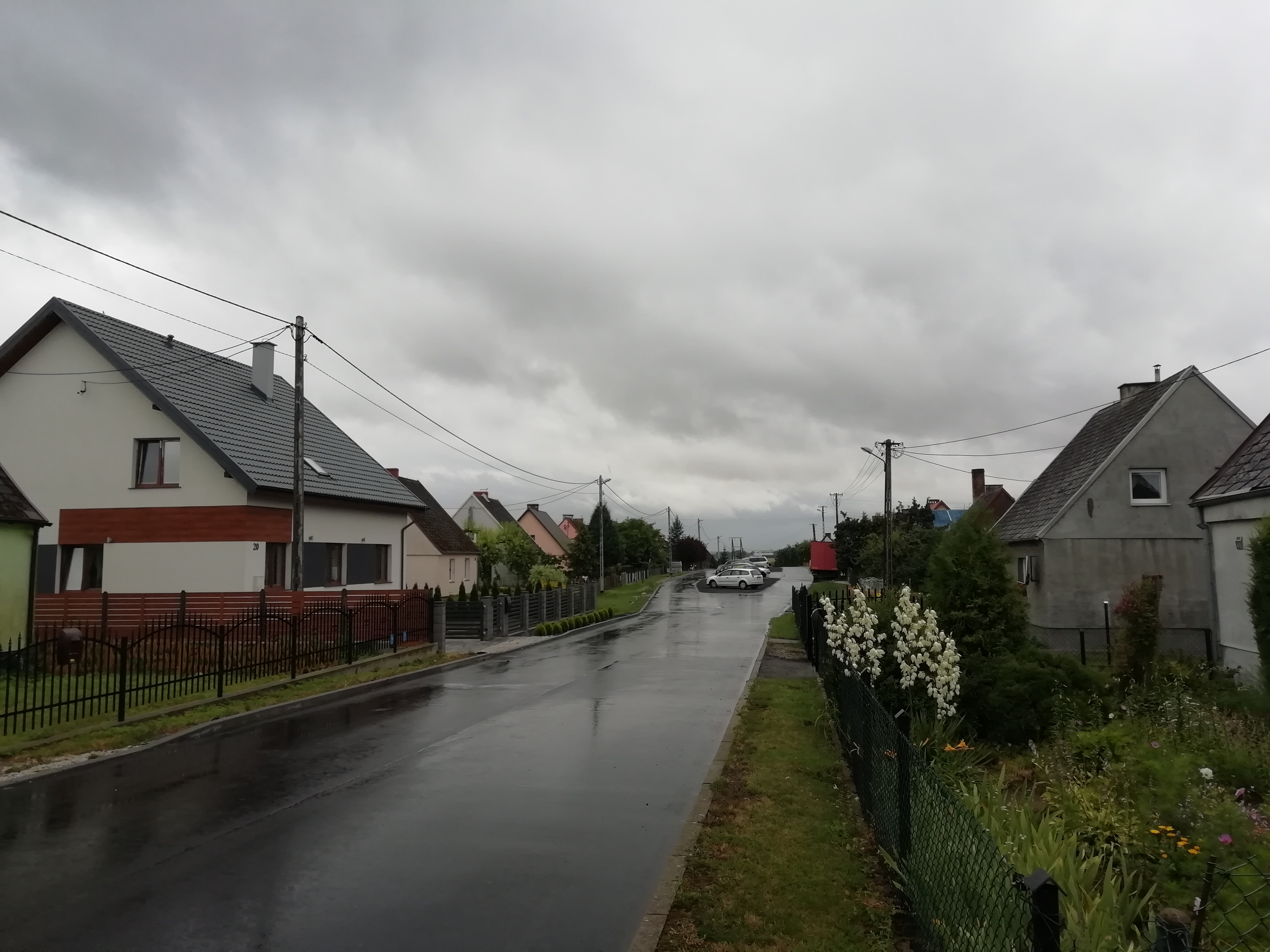
Centrum Waplewa-Osiedle

Waplewo-Osiedle – kolonia w Polsce w województwie pomorskim, w powiecie sztumskim, w gminie Stary Targ. Wieś wchodzi w skład sołectwa Stary Targ.
W latach 1975–1998 miejscowość administracyjnie należała do województwa elbląskiego.